# Dolna Vrastica
Dolna Vrastica (macedónul: Долна Враштица) település Észak-Macedóniában, a Délkeleti körzetben, a Koncsei járásban.

## Népesség
| Lakosok száma | 117  | 113  | 98   | 56   | 4    |      |
|               | 1948 | 1953 | 1961 | 1971 | 1981 | 1991 |

- 2002-ben lakatlan település, korábban macedónok lakták.